# Karosa B 732

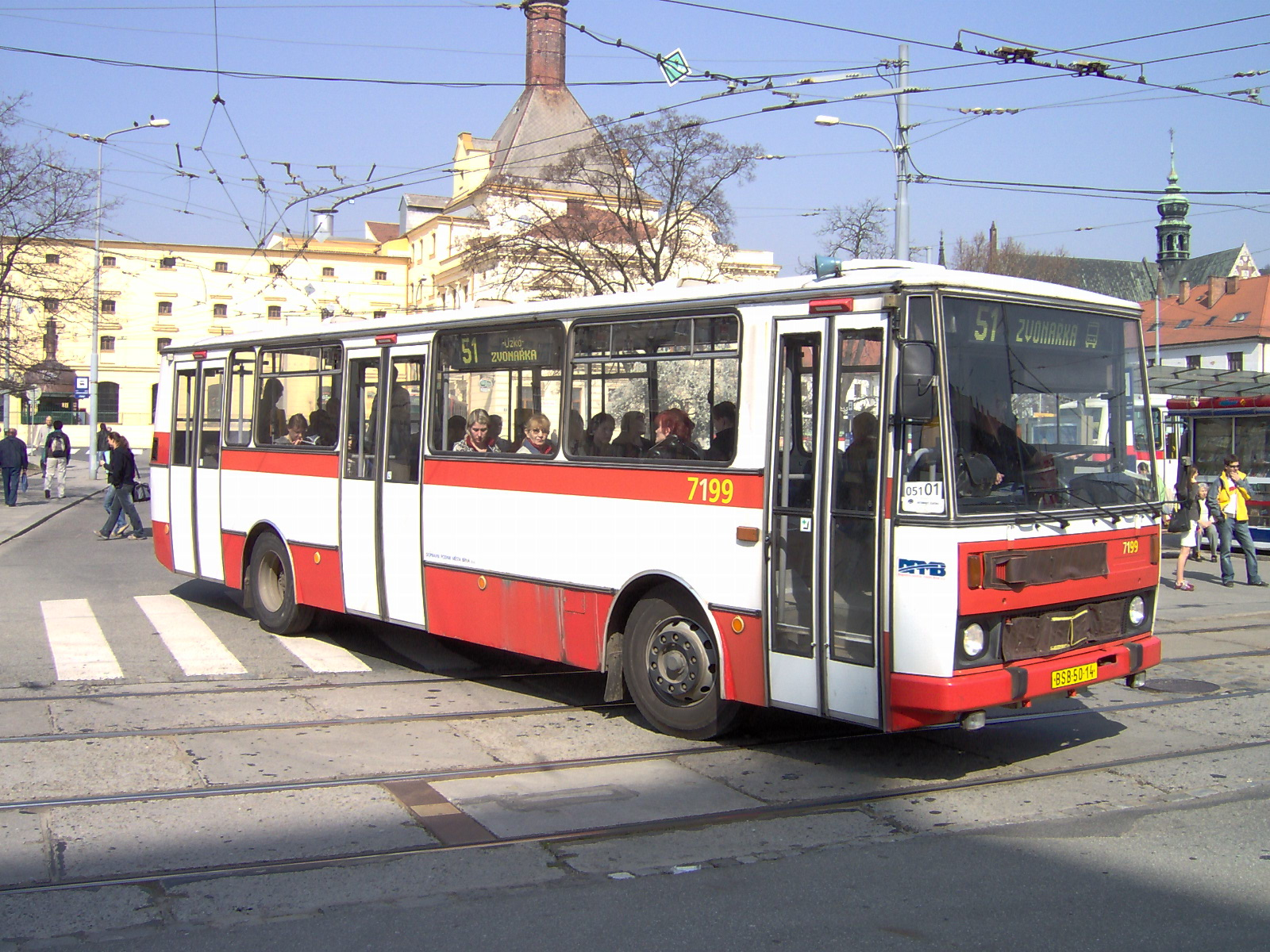
Brněnský vůz B 732 na Mendlově náměstí

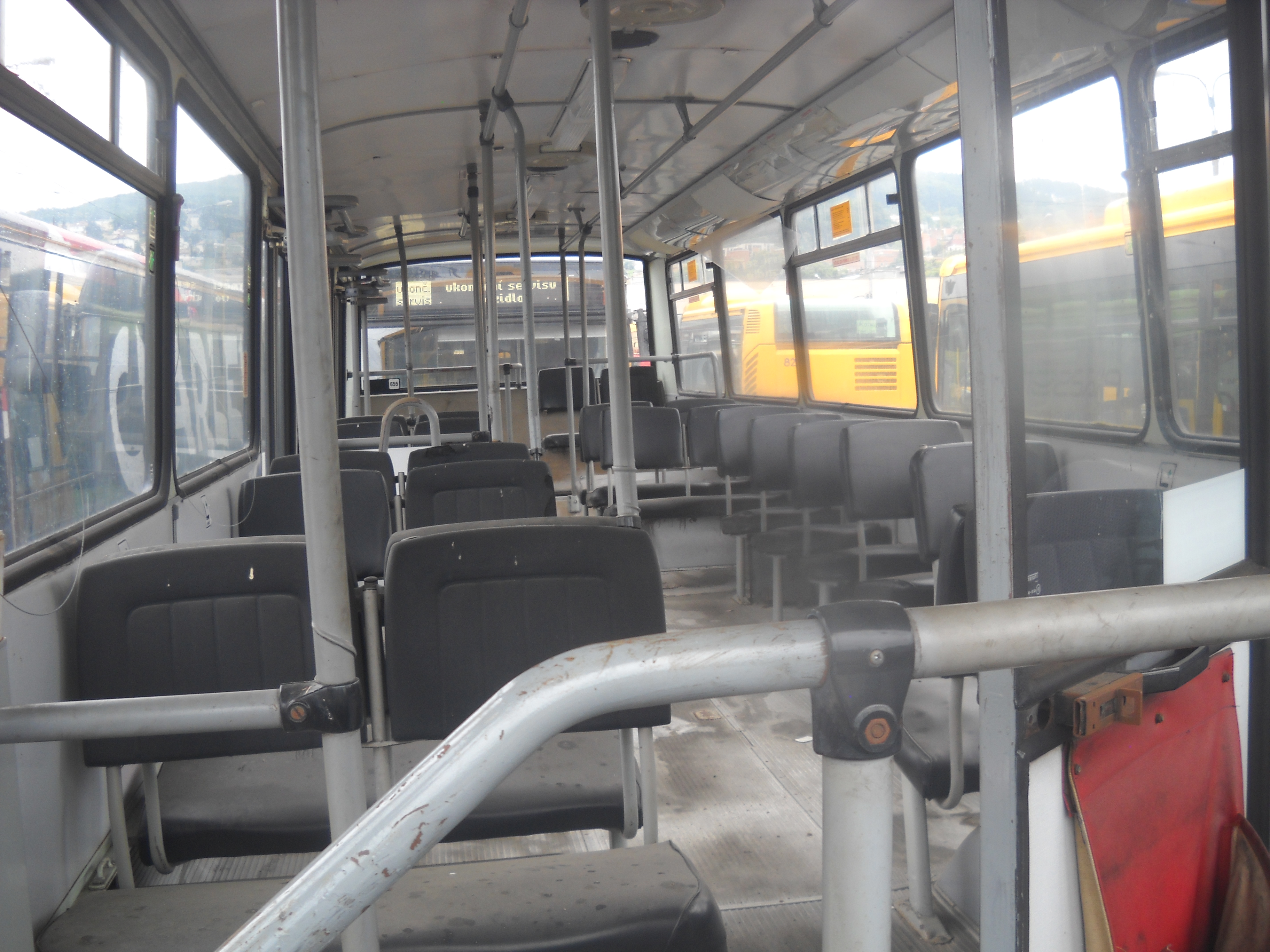
Interiér zlínského vozu B 732

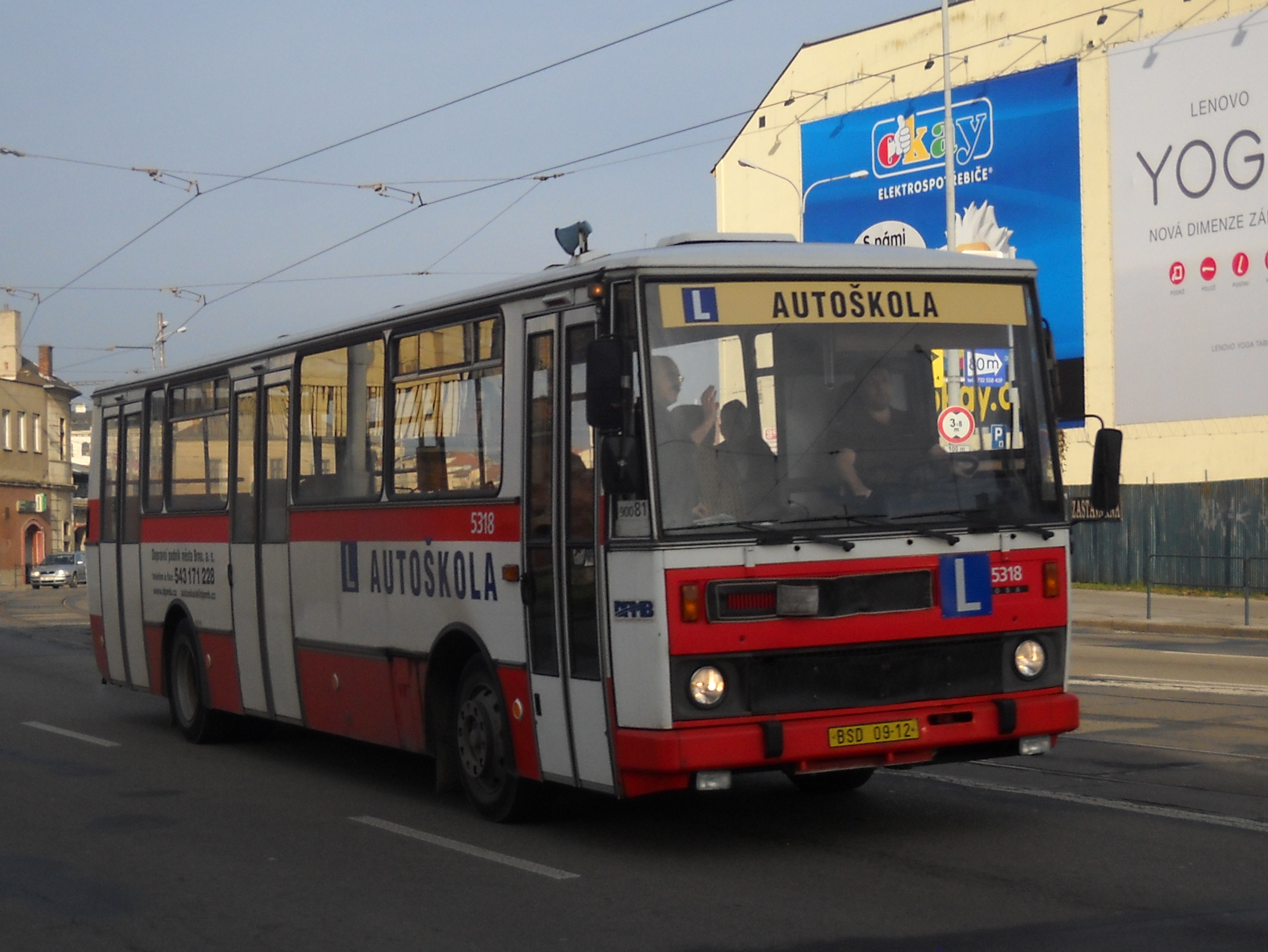
Karosa B 732 autoškoly DPMB

Karosa B 732 je model příměstského a městského třídveřového autobusu, který vyráběla společnost Karosa Vysoké Mýto v letech 1983–1997.

## Konstrukce
Autobus B 732 je konstrukčně i vzhledově zcela shodný s vozem Karosa B 731. Jedná se o dvounápravový autobus s hranatou, polosamonosnou karoserií panelové konstrukce. Motor vozu je umístěn za zadní nápravou, v prostoru zadního panelu. V pravé bočnici se nacházejí troje dvoukřídlé výklopné dveře (ty přední jsou určeny především pro výstup cestujících, proto jsou užší). Sedačky pro cestující jsou rozmístěny 1+2, nad nápravami 2+2. Jedinou změnou oproti typu B 731 s automatickou převodovkou je mechanická převodovka, která byla do vozů B 732 montována z toho důvodu, že zatímco B 731 byly určeny výhradně pro městský provoz, autobusy B 732 mohly být využívány i pro příměstskou dopravu.
Vozy B 732 měly ve výrobě podobný osud jako B 731. Postupem času byly autobusy upravovány a zdokonalovány. Stejně jako B 731, mají i B 732 z posledních výrobních sérií prodlouženou zakulacenou záď, která byla použita i na nástupci karosácké řady 700, řadě 900. Důvodem instalace této zádi byla nutnost delšího zadního převisu, aby do vozu bylo možné umístit retardér (typy B 732.1658, B 732.1660 a B732.1666).

## Výroba a provoz
Prvních pět vozů B 732 bylo vyrobeno v roce 1983, produkce v různých výrobních sériích pokračovala až do roku 1997, kdy byly autobusy B 732 nahrazeny typem Karosa B 932. Celkem bylo vyrobeno 4 495 vozů Karosa B 732. K nim lze navíc připočítat i několik desítek vozidel, která (zejména v 90. letech) vznikla přestavbou autobusů B 731 (nahrazením automatické převodovky Praga 2M70 mechanickou od stejného výrobce). Pro země bývalého Sovětského svazu, kde vozy řady 900 ještě nebyly schváleny, ale byly upravené autobusy B 732 vyráběny dále. Protože však již měly určité modernizované prvky z „devítistovek“, byly označeny jako Karosa B 832.

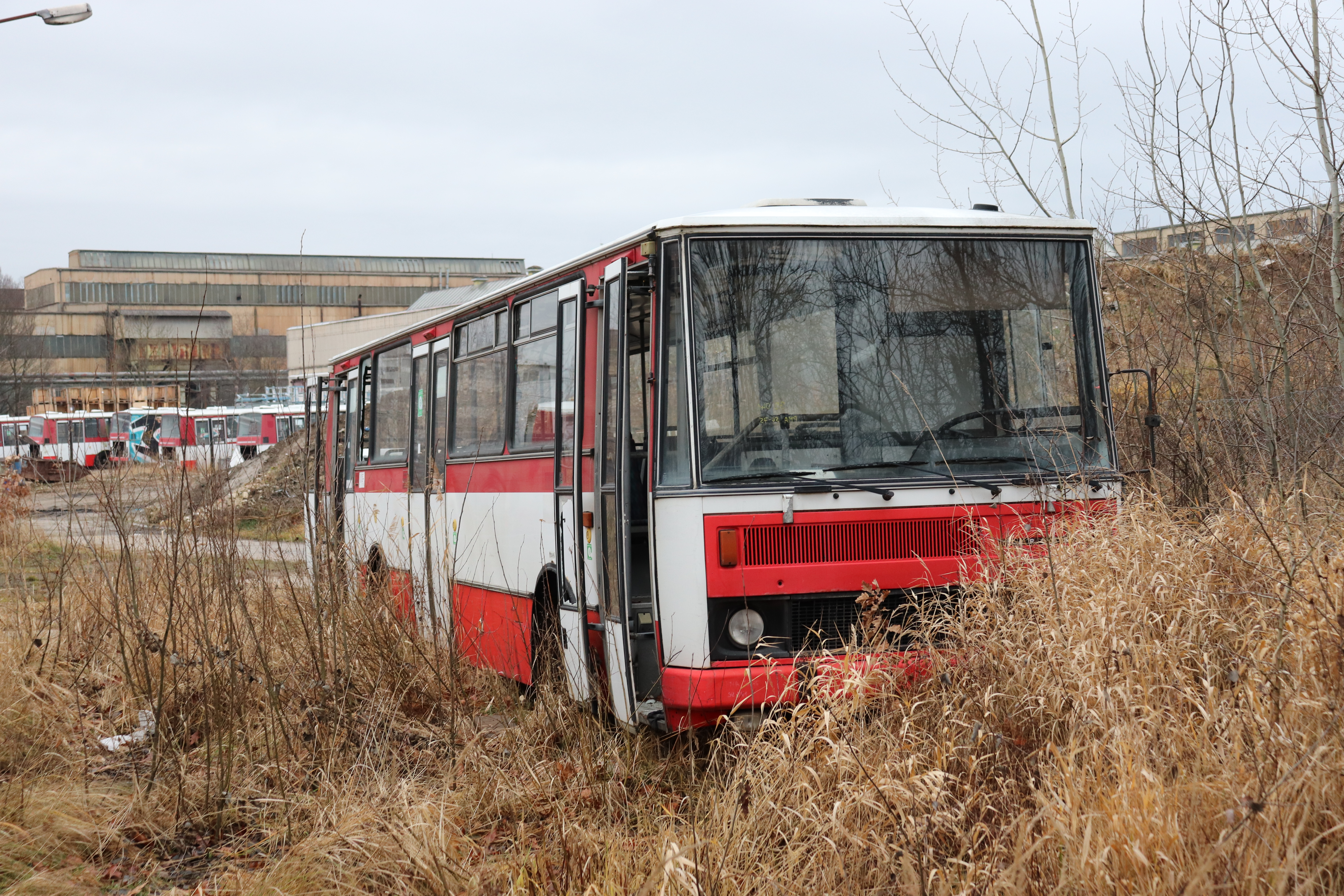
Velká část vyřazených vozů B 732 končila na šrotištích

Autobusy B 732 jezdily v mnoha provozech MHD bývalého Československa. Například v Praze jich v roce 1994 jezdilo 854, dne 19. dubna 2013 byla uspořádána oficiální rozlučková jízda s autobusy tohoto typu, vůz s evidenčním číslem 5885 tehdy vyjel na lince 122. Nicméně posledním provozním autobusem B 732 u pražského dopravního podniku se nakonec stal vůz s číslem 7096, který byl v únoru 2012 po dlouhých 15 letech navrácen do provozu s cestujícími a definitivně dojezdil až v srpnu 2014. V roce 2015 pak skončil jejich provoz v Brně a roku 2018 i v Českých Budějovicích. Posledním českým městem, v němž byl typ B 732 v provozu, se stal Havlíčkův Brod, kde vůz s ev. č. 1 svezl poslední cestující 31. října 2019. Poté disponoval záložní Karosou B 732 č. 1108 dopravce Martin Uher, který ji v roce 2020 několikrát příležitostně vypravil na speciální cyklobusovou linku v Pražské integrované dopravě. Provoz tohoto vozu byl ukončen 16. srpna 2020, poté byl přeznačen na č. 1136 a zařazen do stavu historických vozidel. V září 2022 se v PID z důvodu nedostatku řidičů na lince 171 v rámci subdodávky pro dopravce ČSAD Střední Čechy objevil původem plzeňský vůz č. 420, nyní ve vlastnictví soukromé osoby a s č. 5732. Na Slovensku díky modernizacím jezdily ještě 3 vozy B 732 s pohonem na CNG ve městě Zvolen, odstaveny byly v dubnu 2022, jeden vůz byl do října 2021 sezónně v provozu také v Nitře jako cyklobus. 

### Zkušební vozy
Karosa vyrobila také několik zkušebních vozů, které, ač vycházely z typu B 732, ho mnohdy vzhledově nepřipomínaly. Jeden za těchto vozů (prototyp B17, označovaný jako B 732 model 92 nebo B 732.1661) byl např. v provozu v Praze s číslem 3000 v letech 1994 až 2000. Známý je také autobus B 732.1670 z roku 1993, běžně označovaný jako Karosa Legobus.

### Podtypy
- Karosa B 732.00
- Karosa B 732.20
- Karosa B 732.40
- Karosa B 732.1652
- Karosa B 732.1654
- Karosa B 732.1654.3
- Karosa B 732.1658
- Karosa B 732.1660
- Karosa B 732.1661
- Karosa B 732.1662
- Karosa B 732.1666
- Karosa B 732.1670

## Historické vozy
- Dopravní podnik Bratislava (1 vůz B 732 CNG, ev. č. 1710) r. v. 1991
- Technické muzeum v Brně (brněnský vůz ev. č. 7216)
- soukromý sběratel (1 vůz B 732.1654, ex DP Praha ev. č. 5857)
- soukromý sběratel (1 vůz B 732.00, ex ČAS Znojmo a prototyp B28)
- RETROBUS Prostějov (prototyp B15, pohon na CNG, provoz u ČSAD Prostějov, později FTL Prostějov, SPZ PV 80-12, odstaven pro muzejní účely)
- Dopravní podnik města České Budějovice (vůz ev. č. 267) r.v. 1990
- soukromý sběratel (1 vůz B 732.1654, ex DP Liberec ev. č. 317)
- soukromý sběratel (1 vůz, ex Dopravní podnik města České Budějovice)
- MHDT Kladno (2 vozy B 732.00, 2 vozy B 732.1654 a vůz ČSAD Střední Čechy ev. č. 8027 přestavěný z B 731)
- Adam Ženíšek, Děčín (vůz ex ČSAD Střední Čechy ev. č. 8028)
- Autodoprava Daniel Sládek (1 vůz B 732.1654, ex Veolia Transport Východní Čechy a MAD Kolín)
- Dopravní podnik města Hradce Králové (vůz ev. č. 202) r.v.1993
- soukromý sběratel (1 vůz podtypu B 732.40, dříve Veolia Transport Nitra a Veteran Car Club Bratislava – Děvínská Nová Ves)
- občanské sdružení Za záchranu historických autobusů a trolejbusů Jihlava (ex DP Jihlava ev. č. 301 přestavěný z B 731, ex DP Děčín ev. č. 130)
- soukromý sběratel (1 vůz B 732.40, ex DP Praha ev. č. 5723)
- DP Prešov (vůz ev. č. 311) r. v. 1990
- soukromý sběratel (1 vůz B 732.1654, ex DP Praha ev. č. 5858)
- soukromý sběratel (1 vůz B 732.1658, ex DP Praha ev. č. 7096)
- soukromý sběratel (plzeňský vůz ev. č. 423)
- Veteráni dopravní techniky (1 vůz B 732.1654, ex DP Hradec Králové ev. č. 196, ex ČAD Blansko)
- Dopravní podnik měst Liberce a Jablonce nad Nisou (vůz ev. č. 408) r. v. 1990
- soukromý sběratel (plzeňský vůz ev. č. 425}
- soukromý sběratel (vůz ev. č. 3, ex Technické služby Havlíčkův Brod)
- soukromý sběratel (plzeňský vůz ev. č. 428)
- Dopravní podnik města Brna (vůz ev. č. 7273) r. v. 1989
- Trenčianska elektrická železnica (vůz ev. č. 101, ex Dopravný podnik mesta Žiliny)
- Regionální muzeum ve Vysokém Mýtě (vůz ev. č. 2, ex Technické služby Havlíčkův Brod)
- soukromý sběratel (plzeňský vůz ev. č. 416)
- Dopravný podnik mesta Žiliny (vůz ev. č. 89)
- soukromý sběratel (ex. DSZO ev.č. 655; přestavěn z B731)
- soukromý sběratel (ex. Žilina ev.č. 98)